# Agathangelos
Agathangelos ist ein männlicher griechischer Vorname.

## Varianten
- armenisch Ագաթանգեղոս
- griechisch Agathangelos Ἀγαθάγγελος
- russisch Agafangel Агафангел

## Namensträger
- Agathangelos (Armenier) (5. Jhd.), spätantiker armenischer Geschichtsschreiber
- Akakios Agathangelos (3. Jhd.), Bischof von Antiochia, Märtyrer und Heiliger
- Agathangelos von Konstantinopel (1769–1832), Patriarch von Konstantinopel

Siehe auch
- Agathangelou